# Ото фон Дона
Ото I фон Дона (на немски: Otto I Burggraf von Dohna; Otto I Burggraf von Donin; † сл. 1239) е бургграф на Дона.

## Произход
Той е син на бургграф Хайнрих II фон Дона († сл. 28 ноември 1224/1225, погребан в Алтенцеле). Внук е на Хайнрих I (Хайнрикус де Родева) фон Ротау, бургграф на Донин († сл. 1171/1181), и правнук на Хайнрих фон Ротау.

## Фамилия
Ото I фон Дона се жени за Хилдегундис († 1282) и има двама сина:
- Ото II фон Дона († сл. 7 април 1287), бургграф на Дона, женен I. пр. 1280 г. за графиня Кристина фон Глайхен, II. пр. 1282 г. за Кристина фон Шварцбург-Бланкенбург;[4] баща на:
  - Ото III фон Дона († сл. 3 декември 1321), бургграф на Дона
- Хайнрих III фон Графенщайн († ок. 1280), господар на Остритц, господство фон Графенщайн; баща на:
  - Ярослаус (Геразус) I († сл. 1317), господар на Графенщайн